# 담양 월산사
월산사는 전라남도 담양군 월산면 월산리에 있는 사우이다. 2009년 12월 1일 담양군의 향토문화유산 제15호로 지정되었다.

## 개요
월산사는 이제현(1287~1367), 이석손(1397~1481), 이윤공(1489~1571), 이관식(1380~ ? ), 남포(1459~1540), 남효온(1454~1492), 전녹생(1418~1475)을 봉안한 사우이다. 1678년(숙종 4)에 이석손의 후손에 의해 처음 세워졌으나 1868년(고종 5) 대원군의 서원훼철령에 의해 철폐된 후 1922년에 재건하였다. 정면 3칸, 측면 2칸 규모의 팔작지붕 건물이다. 